# وانغ غوانجفا
وانغ غوانجفا (بالصينية: 王广发)، من مواليد 1964 ) هو طبيب صيني. وهو خبير في الجهاز التنفسي.

## مسار مهني
التحق وانغ بجامعة بكين الطبية في عام 1981، وتخصص في الطب، حيث تخرج في عام 1987 وحصل على درجة البكالوريوس. بين عامي 1995 و1996 درس في جامعة جيتشي الطبية وتخصص في طب الجهاز التنفسي. في وقت لاحق، حصل على درجة الماجستير في جامعة بكين في عام 2001، ودرجة الدكتوراه في عام 2006.
في يناير 2020، تفشي «سبب غير معروف للالتهاب الرئوي» (المعروف لاحقًا باسم كوفيد-19) في ووهان. كان وانغ جزءًا من فريق الخبراء التابع للجنة الصحة الوطنية وزار ووهان. في 10 يناير، قال وانغ للتلفزيون المركزي الصيني (CCTV) أنه «كان هناك عدم يقين فيما يتعلق بانتقال العدوى من شخص لآخر» وأن تفشي المرض «يمكن الوقاية منه والسيطرة عليه». ومع ذلك، فقد أصيب بالفيروس التاجي وتم نقله إلى المستشفى في 21 يناير.  في 30 يناير، تعافى وخرج من المستشفى. 

## روابط خارجية
- وانغ غوانجفا على سينا ويبو.